# Носатов, Виктор Иванович
Виктор Иванович Носатов (род. 10 марта 1953, колхоз «2-я Пятилетка», Алма-Атинская область) — советский, российский писатель. Лауреат премии ФСБ России (2009, 2018).

## Биография
Родился в семье служащих; мать — Елизавета Денисовна Носатова (1922—1976) — работала в школе техничкой.
В 1976 году окончил Алма-Атинское высшее пограничное командное училище КГБ при Совете министров СССР имени Ф. Э. Дзержинского по специальности «общевойсковой командир», после чего служил на Дальнем Востоке, в Средней Азии и в Казахстане. С декабря 1981 года по март 1983 года выполнял интернациональный долг на территории ДРА.
С 1995 года работал в книжно-журнальном издательстве ФПС России «Граница», в 1996—2004 годы — в пресс-центре ФПС России, начальник отдела центрального аппарата ПС ФСБ России. Вышел в отставку в звании полковника.
Член Союза писателей России.
Женат. Супруга — Наталья Николаевна Носатова. Дочери — Елена и Ирина.

## Творчество
В 1980-е годы подготовил ряд повестей, рассказов, очерков о «неизвестной афганской войне», которые публиковал с 1989 года в казахстанских журналах «Простор», «Нива», «Арай», в сборниках и альманахах (Олимпийская высота. — Алма-Ата: Казахстан, 1990; Несколько слов о настоящих мужчинах. — Алма-Ата: Казахстан, 1990; Дорогие мои… — М.: Профиздат, 1991). С 1991 года его произведения стали выходить и отдельными книгами; ряд рассказов и очерков звучали по радио.
Положительные отклики и рецензии на произведения В. И. Носатова опубликованы в «Литературной газете», «Литературной России», «Пограничнике», «Патриоте», «Просторе», «Казахстанской правде» и других изданиях.
Участвует в творческой акции «Равнение на книгу», проводимой Пограничной службой ФСБ России, Федеральным агентством по печати и массовым коммуникациям и «Генеральной дирекцией международных книжных выставок и ярмарок» в рамках Государственной программы «Патриотическое воспитание граждан Российской Федерации» на 2006—2010 годы: в 2007 году выезжал на участки Псковского и Карачаево-Черкесского управлений ПС ФСБ России, в 2008 в Забайкалье, в 2011 — на Дальний Восток.

### Избранные сочинения
- Носатов В. И. Алма-Атинское пограничное… Архивная копия от 25 июля 2015 на Wayback Machine. — М., 2005.
  - 2-е изд. — М., 2008.
- Носатов В. И. Афганский дневник : Повесть // Простор. — 1989. — № 4, 11.
- Носатов В. И. Афганский дневник : Повести и рассказы [Для ст. шк. возраста]. — Алма-Ата : Жалын, 1991. — 239 с. — ISBN 5-610-00764-X[2]
- Носатов В. И. Верую Архивная копия от 18 марта 2015 на Wayback Machine. — Алма-Ата : Жалын, 1994.
- Носатов В. И. Взлёт : рассказ // Арай. — 1989. — № 12.
- Носатов В. И. Граница: далекая и близкая. — М.: Граница, 2008.
- Носатов В. И. Доктор Лёша : рассказ Архивная копия от 25 июля 2015 на Wayback Machine // Арай. — 1991. — № 2.
- Носатов В. И. Заговор эмиров : [исторический роман для детей старше 16 лет]. — М. : Граница, 2013. — 367 с. — ISBN 978-5-98759-099-7[2]
- Носатов В. И. …И на круги своя : киноповесть // Простор. — 1995. — № 4-5.
- Носатов В. И. От Памира до Алтая. — М.: Граница, 2014.
- Носатов В. И. От Хан-Тенгри до Или. — М., 2008.
- Носатов В. И. Первый день после войны : рассказ Архивная копия от 19 марта 2015 на Wayback Machine // Простор. — 1991. — № 11.
- Носатов В. И. Повенчанные границей. — М., 1998.
  -  — М. : Информатик, 2002. — 256 с. — ISBN 5-900818-32-2[2]
- Носатов В. И. Саригора — ущелье духов : [роман]. — М. : Вече, 2011. — 350 c. — (Военные приключения) — ISBN 978-5-9533-4731-0[2]
- Носатов В. И. Сель : повесть Архивная копия от 2 июня 2016 на Wayback Machine // Нива. — 1993.
- Носатов В. И. Учитель : рассказ // Арай. — 1990. — № 5.
- Носатов В. И. Мгновение истины. В августе четырнадцатого : [исторический роман] - М. : ЭКСМО, 2018. — 640 с. — (Военно-исторический боевик) — ISBN 978-5-04-092128-7
- Носатов В. И. В живых не значится. [повесть] — М.: Другое решение, 2019. — 332 с. — (Горячие точки) — ISBN 878-613-8-38382-6; ISBN 6138383826.
- Носатов В. И. Охота на Троянского коня [исторический роман] — М.: Вече, 2019—350 с. — (Военные приключения) — ISBN 978-5-4484-1662-0
- Носатов В. И. Наперекор всему [исторический роман] — М.: Вече, 2020—287 с. — (Военные приключения) — ISBN 978-5-4484-2410-6
- Носатов В. И. «Лонгхольмский сиделец» и другие [исторический роман] — М.: Вече, 2021—320 с. — (Военные приключения) — ISBN 978-5-4484-2797-8
- Носатов В. И. Операция «Аргун» [роман] М. Граница, 2021—445 с. — ISBN 978-5-98759-149-9
- Носатов В. И. На задворках империи [исторический роман] — М.: Вече, 2023—384 с. — (Военные приключения) — ISBN 978-5-4484-3926-1
- Носатов В. И. Под кодовым именем «Гриффин» [исторический роман] — М.: ИД «Звонница-МГ», 2023—304 с. 21 см. — (Серия «XX век. Лики. Лица. Личины») — ISBN 978-5-88093-555-0
- Носатов В. И. Адъютант бухарского эмира [исторический роман] — М.: Вече, 2024—416 с. — (Военные приключения) — ISBN 978-5-4484-4848-5
- Носатов В. И. Три судьбы [роман] — М.: Вече, 2025—336 с. — (Сибирский приключенческий роман) — ISBN 978-5-4484-5211-6
- Носатов В. И. Фарьябский дневник. — М., 2005.
  - 2 -изд.— М.; СПб. : Центрополиграф: Русская тройка — СПб, 2015. — 381 с. — (Горячие точки) — ISBN 978-5-227-05557-6[2]
- Раменье — капелька России / гл. ред. В. Носатов. — Б. м.: Локус Станди: Альфа Принт: Самполиграфист, 2006.
- Военная контрразведка. События, факты, люди. — Москва, 2009.

См. также: 

Носатов Виктор Иванович: Проза. ArtOfWar (17 февраля 2009). Дата обращения: 24 июля 2015. Архивировано 25 июля 2015 года.

## Награды и признание
- Медаль «За боевые заслуги»
- Медаль «За отличие в охране границы»
- Медаль «За безупречную службу» I,II,III степени
- Медаль «60 лет Вооруженным силам СССР»
- Медаль «70 лет Вооруженным силам СССР»
- Медаль «В память 850-летия Москвы»
- Медаль «В память 25-летия окончания боевых действий в Афганистане»
- Медаль «30 лет завершения выполнения задач 40 армией в Афганистане»
- Медаль «90 лет ВЧК-КГБ-ФСБ»
- Медаль «55 лет Московской городской организации Союза писателей России: 1954—2009».
- Медаль «60 лет Московской городской организации Союза писателей России»
- Медаль СП России «И. А. Бунин (1870—1953)»
- Медаль «От благодарного Афганского народа»
- Нагрудный знак «Воину-интернационалисту»
- Грамота Президиума Верховного Совета СССР «Воину — интернационалисту».

литературные
- поощрительная премия ФПС России «Золотой венец границы»[1]
- Лауреат конкурса Министерства обороны Российской Федерации на лучшее литературное произведение, посвящённое современным защитникам Отечества «Твои, Россия, сыновья» (2006)
- Лауреат Международного литературного конкурса «Границы Содружества — мужество, честь и отвага» (2007)
- Лауреат литературно-художественного конкурса «Золотое перо границы» (2009)
- Премия ФСБ России (2009, в составе авторского коллектива) в номинации «Художественная литература и журналистика» — за книгу «Военная контрразведка. События, факты, люди»
- Премия ФСБ России (2018) в номинации «Художественная литература и журналистика» — за роман «Мгновение истины. В августе четырнадцатого»
- Дипломант конкурса военных писателей «Служу народу и Отечеству!» имени Героя Советского Союза В. В. Карпова (2009)
- Дипломант конкурса МГО СП России «Лучшая книга 2008—2011» (2012).
- Лауреат 11-го Всероссийского конкурса «Твои, Россия, сыновья!». За рассказ «Первый день после войны». 2-е место в номинации «Проза и публицистика».(2017).
- Лауреат VI Международного литературного конкурса «Границы Содружества — мужество, честь и отвага». 1-е место в номинации «роман/повесть» (28.05. 2018).
- Премия ФСБ России в номинации «Художественная литература и журналистика» (2018) — за книгу «Мгновение истины. В августе четырнадцатого»
- Победитель международного литературного конкурса «СЛАВЯНСКАЯ ЛИРА — 2024» в номинации «Малая проза».